# 尼克·拉洛塔
尼古拉斯·约瑟夫·拉洛塔（英語：Nicholas Joseph LaLota，1978年6月23日—）为美国共和党籍政治人物及商人。自2023年起，拉洛塔在纽约州第一国会选区担任联邦众议员。

## 早年生活与教育
拉洛塔于1978年6月23日出生在纽约州贝肖尔，后毕业于圣安东尼高中。自2000年从美国海军学院毕业后，拉洛塔在美国海军中服役长达八年之久，在此期间曾三次被派往海外执行任务。之后他进入霍夫斯特拉大学就读，并在此获得了法律博士与工商管理硕士学位。之后拉洛塔还曾担任萨福克县主席凯文·麦卡弗里的幕僚长。此外他还曾在萨福克县选举委员会任职，并担任纽约州阿米蒂维尔村的受托人。

## 联邦众议员生涯

### 2022年选举
2022年，纽约州第一国会选区的联邦众议员李·泽尔丁决定不再连任，转而参选纽约州州长，尼克·拉洛塔因此决定参选以接替其职。在2022年11月8日的决选中，拉洛塔击败了民主党候选人布里奇特·弗莱明成功当选联邦众议员。同年12月27日，拉洛塔成为了第一批呼吁众议院道德委员会对其同党议员乔治·桑托斯进行全面调查的共和党人。拉洛塔表示，“纽约人需要真相，众议院共和党人也当在排除负面影响下发挥价值。”

### 党团成员资格
- 共和党主街伙伴[8]

## 个人生活
拉洛塔的妻子凯莉是其高中同学，目前在诺斯波特高中担任教师。这对夫妇共育有三个女儿，他们目前居住在纽约州阿米蒂维尔。